# Leopold Hauer

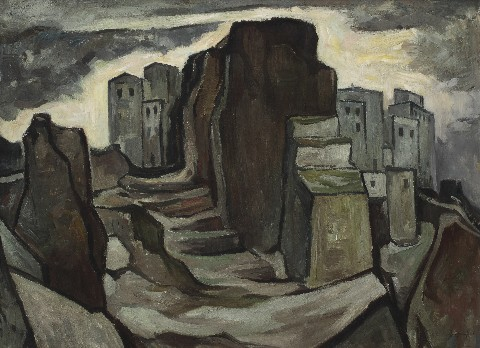
Häuser am Felsen, um 1955

Leopold Hauer (* 15. Juli 1896 in Wien; † 2. November 1984 in Lengenfeld, Niederösterreich) war ein österreichischer Maler.

## Leben

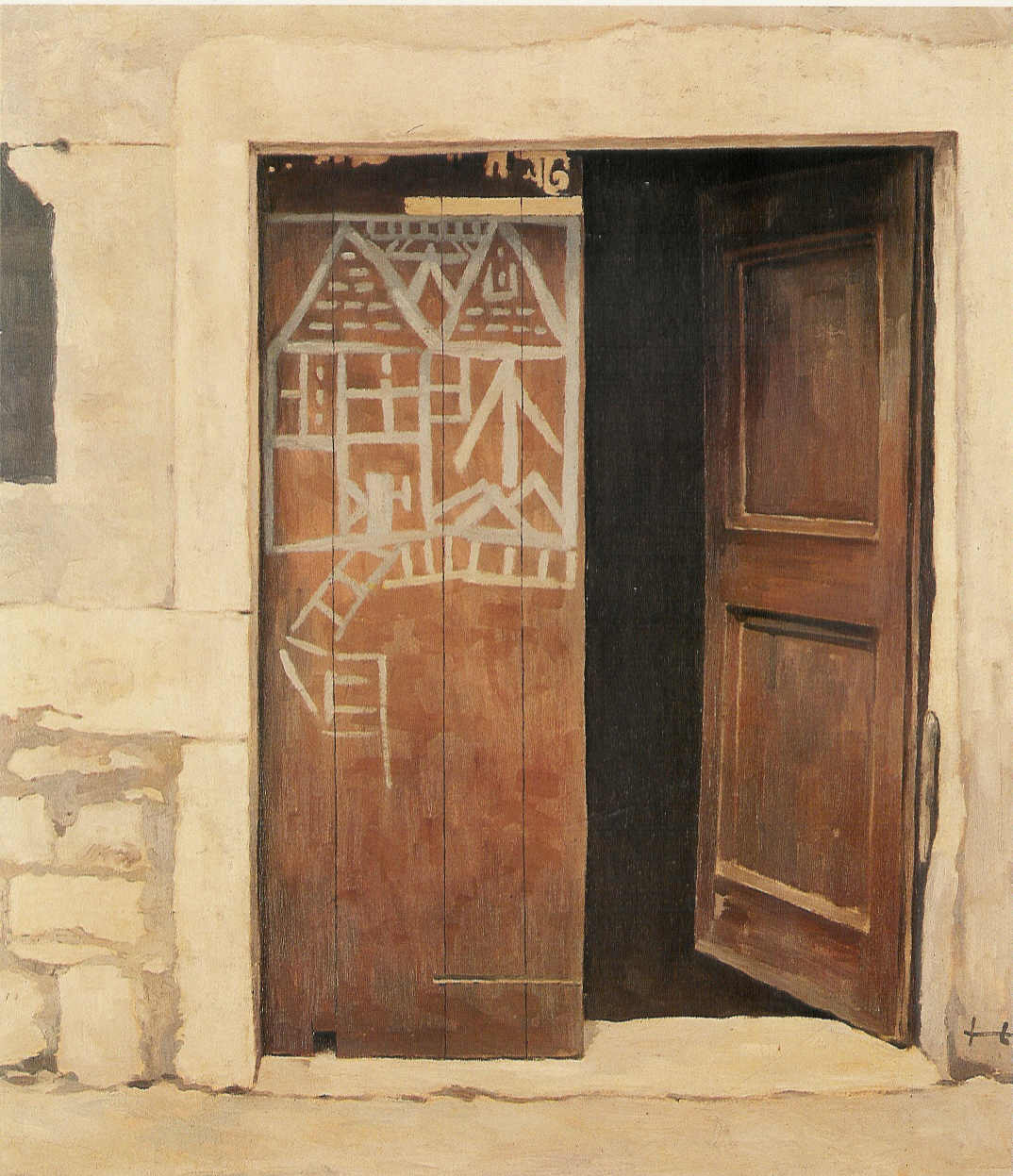
Bemalte Türe, 1971

Leopold Hauer wurde am 15. Juli 1896 in Wien als Sohn des Kunstsammlers und Griechenbeisl-Wirtes Franz Hauer geboren.
Zwischen 1918 und 1924 studierte er an der Akademie der bildenden Künste in Wien bei Josef Jungwirth und Karl Sterrer. 1927 folgte eine erste Einzelausstellung in der Neuen Galerie Wien (bei Otto Kallir-Nirenstein). Arthur Roessler schrieb 1927 in seinem Aufsatz in Österreichische Kunst über Leopold Hauer: „Endlich wieder einmal einer, der nicht bloß Maler, der als Maler Künstler ist. Ein schöpferischer Künstler von Instinkt und Intelligenz, einer, der keine ‚Schmücke-dein-Heim-Bilder‘ hervorbringt. Einer, der sich uns als begabter und alleinstehender Künstler darstellt, ohne unmittelbaren Vorgänger, der den Weg wies. Er ist kein Naturalist, kein Abschilderer, er ist ein Umbildner, er übersetzt seine Eindrücke. Und er tut das bereits heute schon mit so viel Kunst, dass der Beschauer seiner Bilder sowohl als sinnlich fesselnden Reiz wie auch als reinen geistigen Genuss zu erleben vermag.“
Seit 1928 war Leopold Hauer Mitglied des Wiener Künstlerhauses. 1941, 1942 und 1943 war er auf der Großen Deutschen Kunstausstellung in München mit sechs Bildern vertreten, von denen Hitler 1941 Schwere Erde (1940, Öltempera) erwarb. 
Zwischen 1949 und 1966 war Hauer künstlerischer Leiter des Künstlerhaus-Kinos. 1950 wurde er das erste Mal in einer Einzelausstellung im Künstlerhaus Wien präsentiert. 1960 gründete er zusammen mit Tochter Christa Hauer-Fruhmann und Schwiegersohn Johann Fruhmann die Galerie im Griechenbeisl. Gerade das Spätwerk von Leopold Hauer verdient nach Ansicht von Peter Baum besondere Beachtung: „Es ist keine Übertreibung, stellt man fest, dass es Leopold Hauer gerade in den letzten Jahren in besonders überzeugender Weise gelang, sein künstlerisches Anliegen zum Ausdruck zu bringen. Dass er über die für ihn selbstverständlichen Bedingungen handwerklichen Vermögens und malerischen Fleißes hinaus zu abstrahierenden Formulierungen gelangte, die durch die Wahl und Umsetzung der Sujets die Verbindlichkeit des Einfachen bezeugen und damit ein Spätwerk abstecken, das dank eigener Anstrengung und Vitalität Regeneration und Weiterentwicklung, verbindliche Einsicht, Ehrlichkeit und geistige Frische ausstrahlt.“
Am 2. November 1984 verstarb Hauer in Lengenfeld (Niederösterreich). 2009 wurde ihm im Leopold Museum eine große Retrospektive gewidmet. Rudolf Leopold schrieb im Vorwort der Leopold Hauer-Monografie (2009): „Die Welt des Leopold Hauer vermittelt eine Ursprünglichkeit, Ruhe und Besinnlichkeit, die in der heutigen überhitzten, verquälten Welt wie eine nostalgische Empfindung erscheint. Schon zu Lebzeiten war Leopold Hauer kein Unbeachteter und wurde öfters von der Presse positiv erwähnt. Sein Werk verdient eine neue Bewertung, die sein umfangreiches Gesamtwerk in Bezug auf aktuelle Fragestellungen beleuchtet.“

## Preise und Auszeichnungen

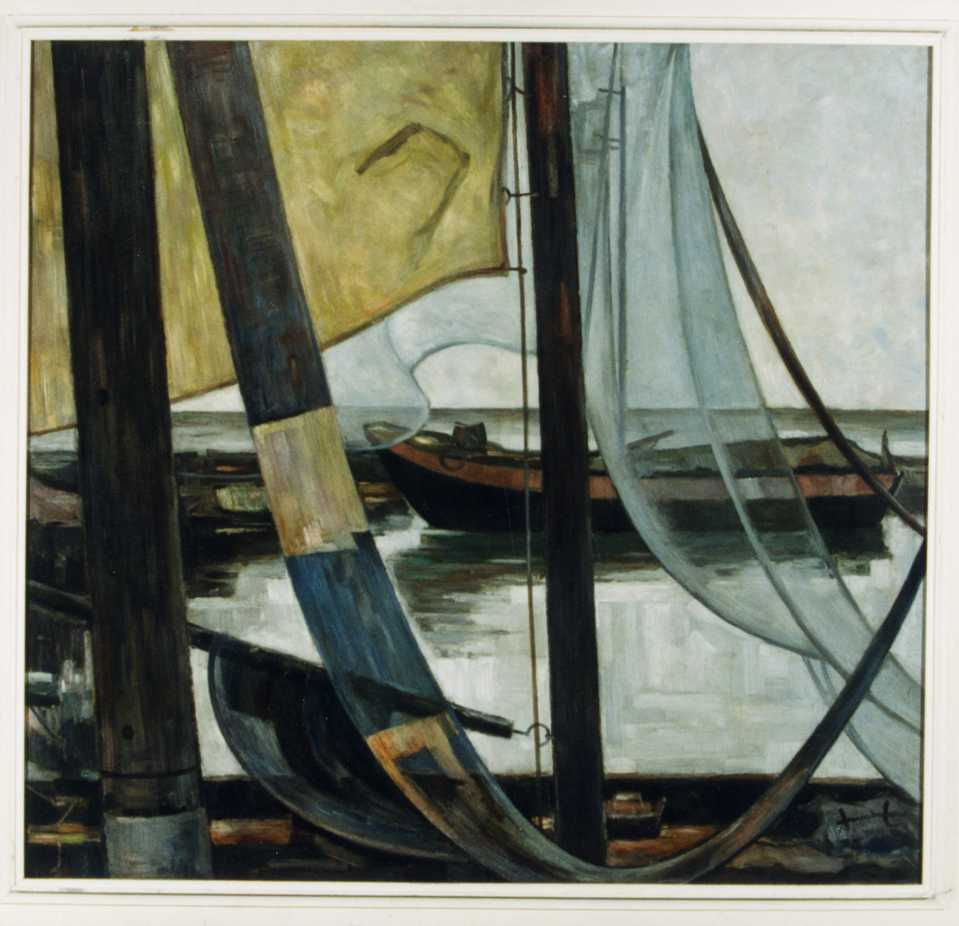
Fischerboote, um 1960

- 1924: Meisterschulpreis der Akademie der bildenden Künste
- 1949–1966: mehrfache Auszeichnung mit der Goldenen Feder
- 1951: Verleihung des Berufstitels Professor
- 1957: Goldene Ehrenmedaille des Künstlerhauses
- 1961: Verleihung des Ehrenkreuzes für Wissenschaft und Kunst
- 1966: Ehrenmitgliedschaft des Künstlerhauses und Verleihung Goldener Lorbeer
- 1968: Eingravierung seines Namens im Grundstein des Künstlerhauses

## Werke in Museen
- Leopold Museum, Wien – e.g. Sonnenblumen, 1963, WV 2104[5]
- Albertina (Wien) – e.g. Triest, 1960, WV 1742[6]
- Österreichische Galerie Belvedere, Wien – e.g. Holländische Landschaft, um 1930, WV 2085[7]
- Österreichisches Museum für Volkskunde, Wien – e.g. Der Watschenmann, 1958[8]
- Museum Niederösterreich, St. Pölten – e.g. Das Ungeheuer, 1961, WV 2024[9]
- Lentos Kunstmuseum Linz – e.g. Wäschekluppen, um 1970, WV 2037[10]
- Tiroler Landesmuseum Ferdinandeum, Innsbruck – e.g. Dachschindeln, 1971, WV 2121[11]
- Haus Wittmann Privatmuseum, Etsdorf am Kamp – e.g. Häuser am Felsen, 1955, WV 1838[12]

## Literatur

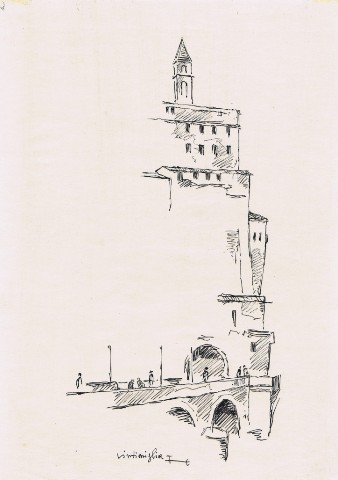
Ventimiglia, 1955